# Zoophobie
 Mise en garde médicale
La zoophobie ou peur des animaux est une phobie simple ou phobie spécifique, qui se manifeste par la peur irrationnelle d'un animal ou d'un insecte. Elle n'a rien à voir avec la crainte rationnelle des animaux menaçants et dangereux. 

## Manifestations
Sigmund Freud explique que la peur des animaux est un trouble névrotique commun chez les enfants. La phobie des animaux débute effectivement dans l'enfance, le plus souvent avant l'âge de 7 ans, rarement après la puberté. C'est un prolongement à l'âge adulte, d'une peur infantile qui s'installe progressivement, sans facteur déclenchant bien précis.
La fréquence de cette peur est identique chez les garçons et les filles, mais après la puberté, il existe une prépondérance féminine. On retrouve fréquemment une phobie de même type chez les parents. 
C'est la plus fréquente des phobies. La zoophobie est en principe limitée à une seule espèce animale. Les plus fréquentes en clinique (chez les patients venant consulter) sont les insectes et les araignées, les souris, les serpents et les chevaux.  Les phobies des oiseaux (surtout des pigeons) et de leurs plumes, ou des chiens ou  des chats, sont aussi fréquentes et des plus gênantes en   milieu urbain,.
Comme les autres phobies simples, la peur des animaux se manifeste par une conduite d'évitement. En déplacement, le sujet guette les indices pouvant signaler la présence d'un animal redouté, il évite les trajets où il pourrait en rencontrer. En situation de rencontre, il ressent une réaction anxieuse pouvant aller jusqu'à l'attaque de panique, et qui disparaît avec l'éloignement de l'objet. La peur peut se déclarer à la seule vision d'un dessin, image, photo ou film montrant l'animal.

## Pronostic
Comme les autres phobies simples, la zoophobie est limitée et d'évolution stable. En dehors de l'objet phobique, le sujet n'a aucun autre trouble et peut mener une vie normale. Le degré de la gêne sociale dépend de l'intensité de la peur ressentie et de la fréquence des rencontres avec l'animal impliqué.